# Topologia algébrica
Topologia algébrica é ramo da matemática que faz a ligação entre a topologia e a álgebra. Baseia-se na associação de estruturas algébricas a um espaço topológico com o objetivo de obter informações sobre esse espaço. Os exemplos básicos são os grupos de homologia e os grupos de homotopia, entre os quais se encontra o grupo fundamental.
Embora a topologia algébrica utilize a álgebra para estudar os problemas de topologia, a recíproca, usar a topologia para resolver problemas de álgebra, é por vezes também possível. A topologia algébrica, por exemplo, permite uma demonstração conveniente de que qualquer subgrupo de um grupo livre é também um grupo livre.

## Ramos principais da topologia algébrica

### Grupos de Homotopia
Os grupos de homotopia são usados na matemática para classificar espaços topológicos. De maneira intuitiva, pode se dizer que grupos de homotopia armazenam informação sobre o formato do espaço, ou a quantidade de "buracos".

### Homologia
Homologia é um procedimento utilizado para associar uma sequência de grupo abelianos a um objeto matemático, como um espaço topológico, usado na álgebra e na topologia.

### Variedades
Variedades são estruturas topológicas que se assemelham em cada ponto a um espaço euclidiano, e são de certa forma uma generalização de superfícies. Exemplos são o plano projetivo, o toro, a esfera e a garrafa de Klein, considerando que a garrafa de Klein e o plano projetivo não podem ser descritos sem pontos de interceptação no espaço tridimensional usual.

### Simplexos
Simplexos seriam, de forma intuitiva, a forma n-dimensional de prismas, construídos por combinação convexa de n+1 vetores geometricamente independentes. Complexos simpliciais são conjuntos de simplexos, que se relacionam de forma a construir um poliedro n-dimensional. Ambos os conceitos são utilizados na triangulação e classificação de espaços topológicos.